# Schloss Dörnberg

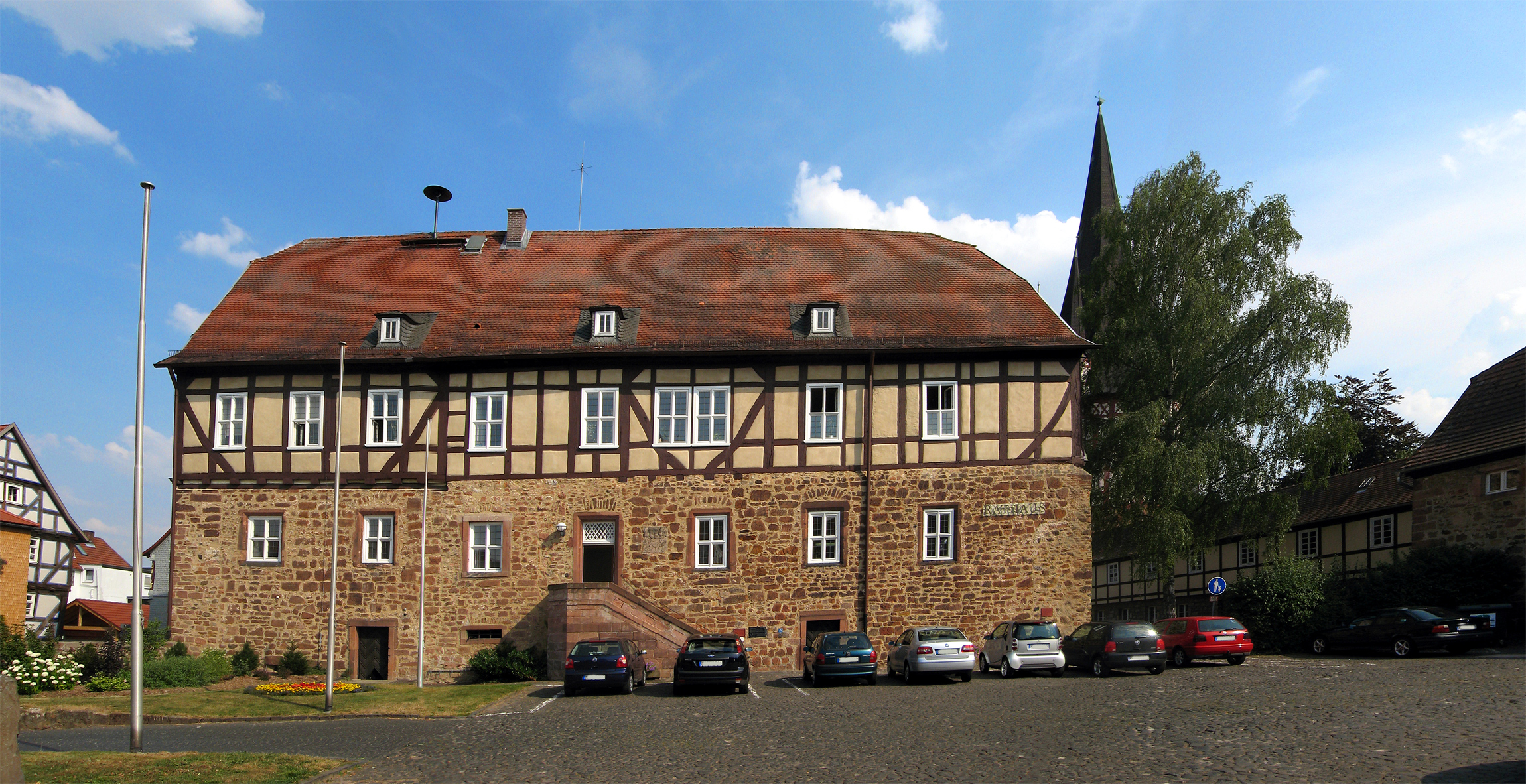
Dörnbergsches Schloss in Neustadt

Schloss Dörnberg ist ein aus einer mittelalterlichen Wasserburg hervorgegangenes und im ausgehenden 15. Jahrhundert umgestaltetes spätgotisches Schloss im Süden der Altstadt von Neustadt (Hessen) im hessischen Landkreis Marburg-Biedenkopf in Deutschland.

## Geschichte

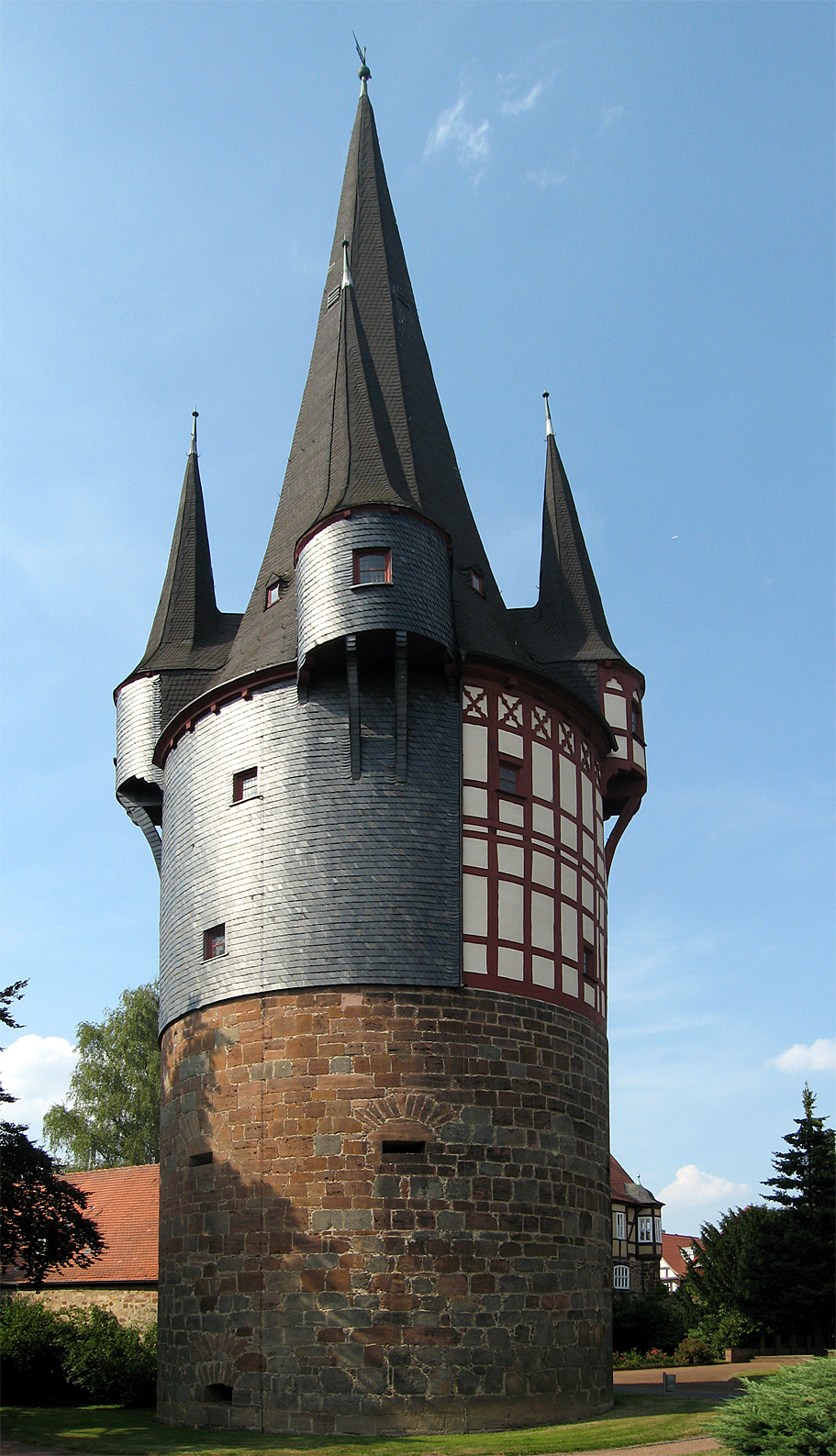
Junker-Hansen-Turm

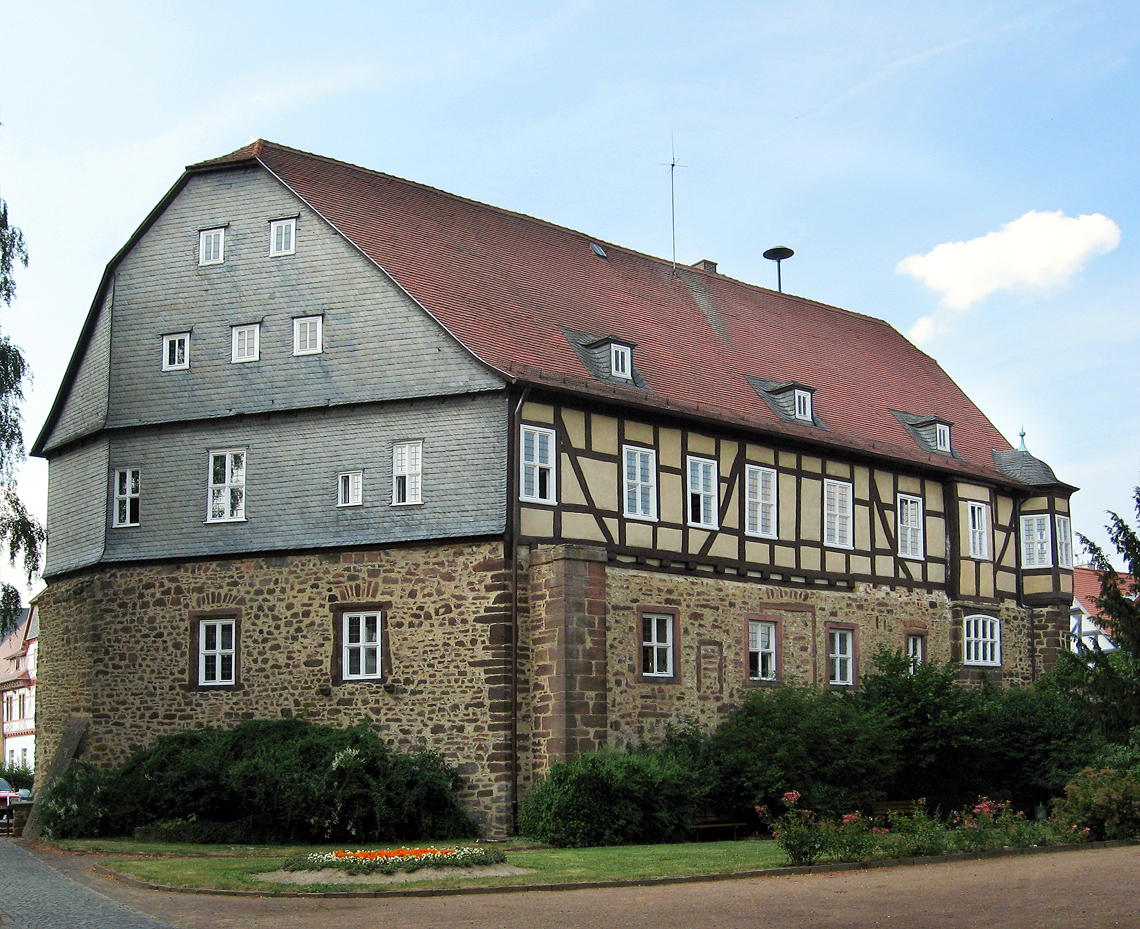
Die andere Seite des Haupthauses

Die Burg (und der Ort) wurden um 1270 durch den Grafen Ludwig II. von Ziegenhain erbaut. Es waren Neugründungen (keine Vorgänger bekannt). Die Burg wurde aber wohl bereits 1273 von Landgraf Heinrich I. von Hessen wieder zerstört. Graf Ludwigs Sohn und Nachfolger Engelbert I. von Ziegenhain verkaufte am 12. März 1294 Burg, Stadt und Amt Neustadt an das Erzbistum Mainz für 2200 Mark kölnischer Pfennige. Neustadt lag nunmehr als mainzische Enklave inmitten landgräflich-hessischem und gräflich-ziegenhainer Gebiet. Während der Mainzer Stiftsfehde 1461/62 wurde Neustadt an den Landgrafen Heinrich III. von Hessen-Marburg (Oberhessen) verpfändet, aber die Stadt verweigerte ihm den Zutritt und gab erst nach einer Belagerung auf. Mit dem Frieden von Zeilsheim, an dessen Zustandekommen der landgräfliche Hofmeister Hans von Dörnberg maßgeblich beteiligt war, kam Neustadt in den Besitz des Landgrafen von Oberhessen. Die Burg wurde um 1470 abgebrochen. Heinrich III. verpfändete die Stadt 1477 an Hans von Dörnberg, der sich auf der Basis der alten Burg sein Schloss Dörnberg erbauen ließ.
Von 1477 bis 1489 wurde auf dem steinernen Unterbau der alten Burg nach Plänen des Hofbaumeisters Hans Jakob von Ettlingen der Neubau eines Schlosses realisiert. Dabei wurde, auf Anweisung Dörnbergs, der im Jahre 1480 (andere Quellen 1477) durch Ettlingen errichtete Festungsturm, Junker-Hansen-Turm genannt und bis dahin als Teil der Stadtbefestigung dienend, als Vorbau des neuen Schlosses genutzt. Nachdem Landgraf Wilhelm III. von Oberhessen bei einem Jagdunfall 1500 tödlich verunglückt war, wurde Ober- mit Niederhessen vereinigt. Der beim niederhessischen Landgrafen Wilhelm II. verhasste Dörnberg flüchtete 1505 nach Friedberg, wo er 1506 im Alter von 79 Jahren starb. Er wurde von seinen Neffen beerbt. Die Herrschaft der Dörnberger über Neustadt endete 1549, als das Erzbistum Mainz die Pfandschaft wieder auslöste.
Von 1549 bis 1802 war das Schloss Amtssitz des mainzischen Amtmanns.
1802/03 kam die Stadt im Zuge des Reichsdeputationshauptschlusses wieder zur Landgrafschaft Hessen-Kassel und wurde mit den anderen ehemals kurmainzischen Enklaven Fritzlar, Amöneburg und Naumburg im nominellen Fürstentum Fritzlar vereinigt. Von 1806 bis 1813 gehörte sie mit der gesamten Landgrafschaft Hessen-Kassel zum napoleonischen Vasallenkönigreich Westphalen und war Verwaltungssitz des Kantons Neustadt. Bis 1866 war Neustadt dann wieder Bestandteil von Hessen-Kassel, danach von Preußen.
Das Schloss blieb dabei von 1802 bis 1943 Sitz des Amtsgerichtes Neustadt. Nach vorübergehender Nutzung als Flüchtlingswohnheim nach dem Zweiten Weltkrieg wurde der Bau ab 1952 als Rathaus genutzt. Von 1987 bis 1988 wurde das Gebäude umfassend restauriert.